# Mieczysław Krajewski (inżynier)
Mieczysław Krajewski – polski inżynier.

## Życiorys
W II połowie lat 20. XX wieku pracował w Biurze Studiów Kolei Podziemnej przy Dyrekcji Tramwajów w Warszawie. 
Po 1945 był kierownikiem pracowni działającej w strukturze Biura Odbudowy Stolicy, wyodrębnionej 11 lutego 1948 w Biuro Projektów SKM. Po utworzeniu Biura Projektów „Metroprojekt” był jego pierwszym dyrektorem w 1951, następnie pełnił tam funkcję naczelnego inżyniera, a później od 1954 do 1957 ponownie był dyrektorem Metroprojektu.

## Odznaczenia
- Order Sztandaru Pracy I klasy (1950)[4]
- Medal 10-lecia Polski Ludowej (1955)[5]